# Z29/30次列车
Z29/30次列车是中国铁路运行于首都北京至江苏东部县级市启东之间的直达特快列车，自2004年4月18日起开行，由上海局集团南京客运段宁京车队负责客运任务。列车使用中国铁路25T型客车，沿京沪铁路及宁启铁路运行，途经北京、天津、河北、山东、安徽、江苏两市四省，全程1478公里。其中北京丰台站至启东站运行13小时02分，使用车次为Z29次，启东站至北京丰台站运行12小时59分，使用车次为Z30次。自开行以来，列车已连续被中国铁道部授予“红旗列车”及全国“巾帼文明示范岗”等称号。

## 历史

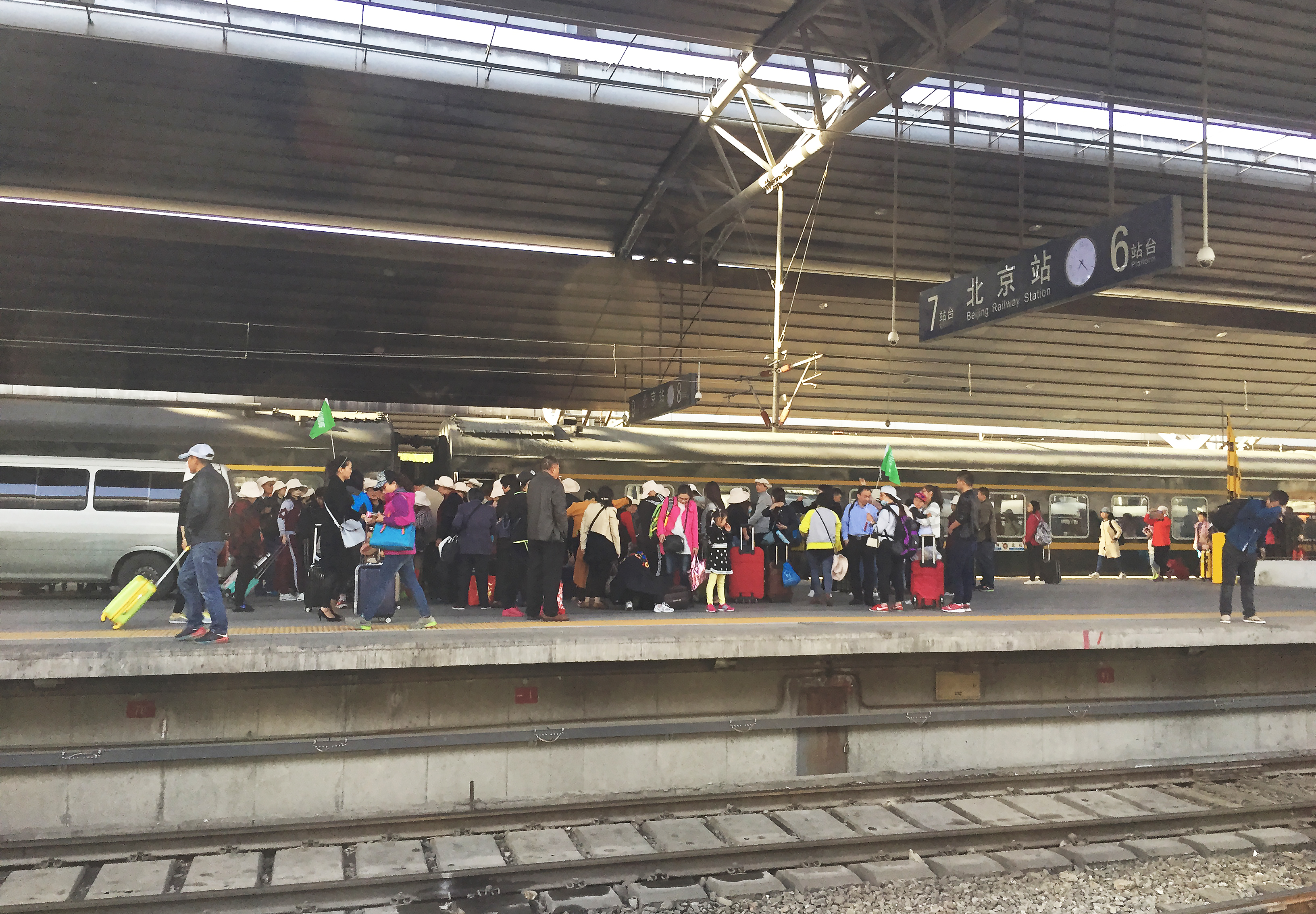
从扬州乘Z30次列车抵京的旅行团（2016年4月）

2004年4月，宁启铁路扬州段建成通车。在此之前，扬州人皆把镇江站当作自己的火车站，需要渡过长江方可乘搭火车。同时，宁启铁路扬州段恰逢在中国铁路第五次大提速的时候开始试运行，与以往的惯例不同，这段铁路一通車即增開客运列车，列車时速可達100公里，具备了开行直达特快列车的条件，主要是在铁路施工中采用了很多新的技术和工艺。此外，扬州站一开通，就开行去往北京、广州、上海、西安、武汉等方向的5对车次，这在地级市车站中尚属首次。
同年4月18日，铁道部正式开行首批19对直达特快列车，主要范围是京沪、京哈等铁路干线，其中Z29/30次列车成为扬州始发的首趟直达等级列车及进京列车，乘务由上海铁路局南京客运段担当。列车自开行以来受到旅客广泛好评，上座率达98%以上。即便在京沪高铁于2011年6月30日开通后，扬州至北京的直达特快列车仍是两地旅客的首选，因其无论在价格或时间上都具有较大的优势。
2012年12月21日调图后，配合扬州客整所停用，Z29/30次列车改由回送至泰州客整所整备。
由于明光市人民政府的争取，2021年3月5日和3月7日起，Z29和Z30次列车开始停靠明光站。
2021年8月6日12时起，因应2019冠状病毒病在扬州当地的本土传播，为防止疫情扩散，扬州站客运业务临时停办，Z29/30次列车也因此停运，9月16号恢复。
2023年7月1日，Z29/30次列车延長至南通。

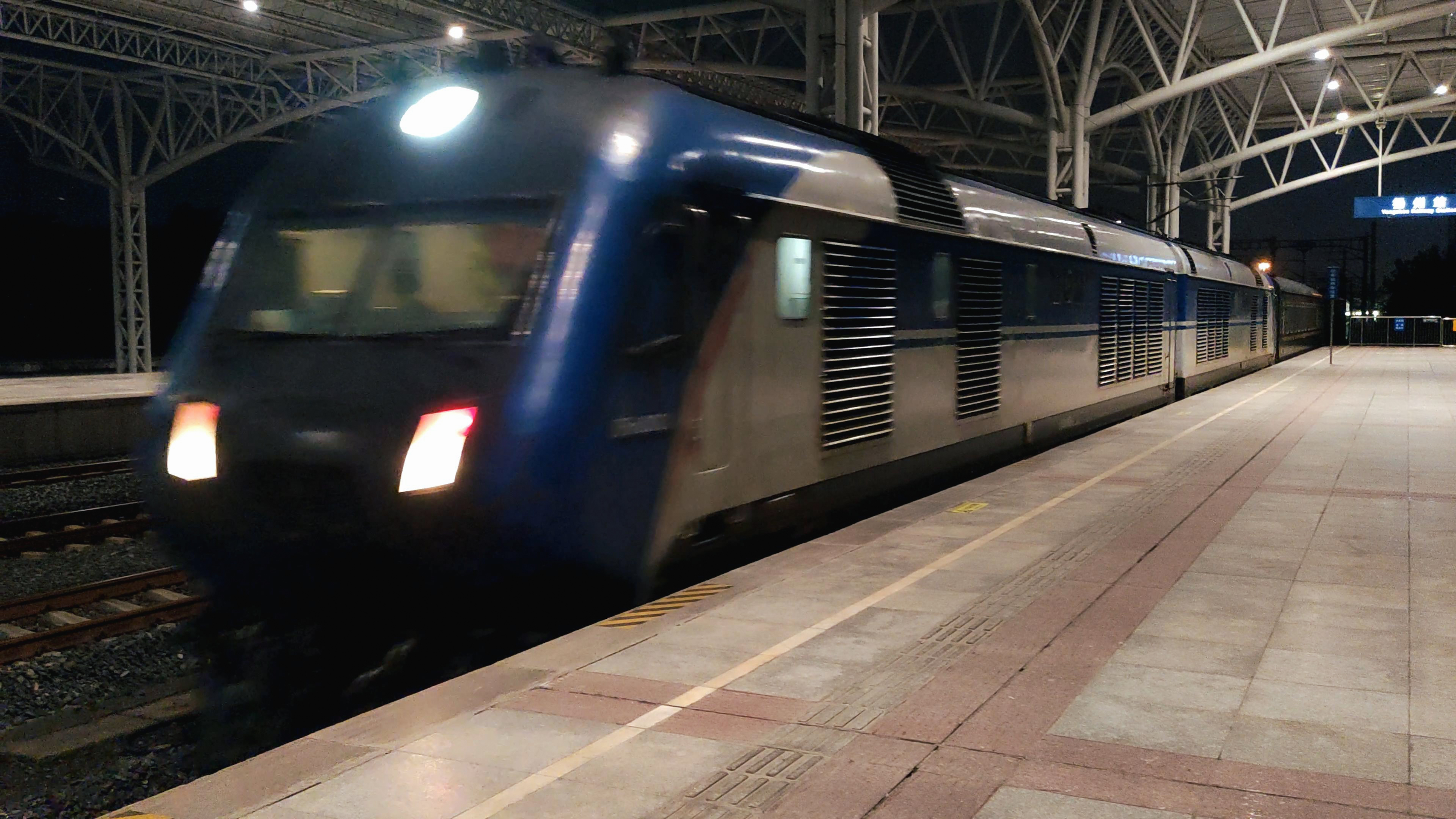
配属北京机务段的东风11G型内燃机车牵引延长后的Z30次列车驶入扬州站

2024年7月1日至8月31日，因应铁路暑运，Z29/30次列车缩短至北京丰台站始发终到，新运行图自2024年6月30日南通开Z30次起实行。同年9月15日，因北京站雨棚大修工程，Z29/30次列车再次改为北京丰台站始发终到，12月26日恢复终到北京站。
2025年3月1日，因北京站雨棚大修工程，Z29/30次列车再次改为北京丰台站始发终到。同年4月18日，配合启东客整所正式启用，Z29/30次列车延长至启东站始发终到。同年6月25日Z30次列车恢复为北京站终到，次日（26日）Z29次列车恢复为北京站始发。
2025年7月1日至8月31日，因应铁路暑运，Z29/30次列车缩短至北京丰台站始发终到，同时三季度调图后上行Z30次列车增停沧州站。缩短运行区间自2025年6月30日启东开Z30次起实行；增停沧州站自7月1日启东开Z30次起实行。

## 列车编组
Z29/30次列车自开行起便采用AC380V机车直供电中国铁路25T型客车，采取18辆编组，其中硬卧车9辆（欠编3节）、软卧车7辆、高级软卧车及餐车各1辆，定员702人，部分车体的配属标示为“上局新长”（新长铁路公司）。在2011年7月13日起至7月31日期间，为缓解学生暑期一票难求的问题，Z29/30次列车曾增加三节硬座车，其票价仅为154元，堪称“史上最便宜”的扬州北京间火车票，以每节112人的运力计算，每天的总运量可达1038人。
2017年10月起，Z29/30次列车车底与往返于北京和南通的Z51/52次列车套跑，套跑交路为Z52至北京→Z29至扬州→Z30至北京→Z51至南通。
| 车厢编号 | 1-7          | 8                | 9          | 10-18        |
| 车型     | RW25T 软卧车 | RW19T 高级软卧车 | CA25T 餐车 | YW25T 硬卧车 |

## 机车交路
Z29/30次列车全程使用配属北京局集团北京机务段的东风11G型内燃机车单机车、单司机直达担当牵引任务，以满足供电制式为AC380V的客车直供电需求。出于机车乘务员轮乘的需要，列车在徐州站技术停车。
| 车站区段               | 北京丰台 ↔ 启东                                    |
| 本务机车 配属 司机更替 | 东风11G型内燃机车 京局京段 北京/徐州司机在徐州轮乘 |

## 时刻表

### 现行时刻
- 数据截至2025年7月20日。

| Z29次 | Z29次 | Z29次 | Z29次 | 停靠站   | Z30次 | Z30次 | Z30次 | Z30次 |
| 里程  | 天数  | 到点  | 开点  | 停靠站   | 到点  | 开点  | 天数  | 里程  |
| ----- | ----- | ----- | ----- | -------- | ----- | ----- | ----- | ----- |
| 0     | 当日  | —     | 21:41 | 北京丰台 | 07:19 | —     | 次日  | 1478  |
| —     | 当日  | ↓     | ↓     | 沧州     | 05:16 | 05:18 | 次日  | 1230  |
| 1024  | 次日  | 06:22 | 06:26 | 明光     | 22:30 | 22:46 | 当日  | 454   |
| 1212  | 次日  | 08:01 | 08:07 | 扬州     | 20:56 | 21:06 | 当日  | 266   |
| 1276  | 次日  | 08:41 | 08:47 | 泰州     | 20:13 | 20:23 | 当日  | 202   |
| 1330  | 次日  | 09:14 | 09:19 | 海安     | ↑     | ↑     | 当日  | —     |
| 1395  | 次日  | 09:55 | 10:01 | 南通     | 19:08 | 19:15 | 当日  | 83    |
| 1478  | 次日  | 10:43 | —     | 启东     | —     | 18:20 | 当日  | 0     |

### 历史时刻
| Z29次 | Z29次 | Z29次 | Z29次 | 停靠站   | Z30次 | Z30次 | Z30次 | Z30次 |
| 里程  | 天数  | 到点  | 开点  | 停靠站   | 到点  | 开点  | 天数  | 里程  |
| ----- | ----- | ----- | ----- | -------- | ----- | ----- | ----- | ----- |
| 0     | 当日  | —     | 21:41 | 北京丰台 | 07:19 | —     | 次日  | 1478  |
| 1024  | 次日  | 06:22 | 06:26 | 明光     | 22:30 | 22:46 | 当日  | 454   |
| 1212  | 次日  | 08:01 | 08:11 | 扬州     | 20:56 | 21:06 | 当日  | 266   |
| 1276  | 次日  | 08:45 | 08:50 | 泰州     | 20:13 | 20:23 | 当日  | 202   |
| 1330  | 次日  | 09:17 | 09:21 | 海安     | ↑     | ↑     | 当日  | —     |
| 1395  | 次日  | 09:57 | 10:03 | 南通     | 19:08 | 19:15 | 当日  | 83    |
| 1478  | 次日  | 10:45 | —     | 启东     | —     | 18:18 | 当日  | 0     |

| Z29次 | Z29次 | Z29次 | Z29次 | 停靠站 | Z30次 | Z30次 | Z30次 | Z30次 |
| 里程  | 天数  | 到点  | 开点  | 停靠站 | 到点  | 开点  | 天数  | 里程  |
| ----- | ----- | ----- | ----- | ------ | ----- | ----- | ----- | ----- |
| 0     | 当日  | —     | 21:27 | 北京   | 07:33 | —     | 次日  | 1411  |
| 1040  | 次日  | 06:22 | 06:26 | 明光   | 22:30 | 22:46 | 当日  | 371   |
| 1228  | 次日  | 08:00 | 08:06 | 扬州   | 20:56 | 21:06 | 当日  | 183   |
| 1292  | 次日  | 08:39 | 08:44 | 泰州   | 20:13 | 20:23 | 当日  | 119   |
| 1346  | 次日  | 09:11 | 09:15 | 海安   | ↑     | ↑     | 当日  | —     |
| 1411  | 次日  | 09:50 | —     | 南通   | —     | 19:15 | 当日  | 0     |

| Z29次 | Z29次 | Z29次 | Z29次 | 停靠站 | Z30次 | Z30次 | Z30次 | Z30次 |
| 里程  | 天数  | 到点  | 开点  | 停靠站 | 到点  | 开点  | 天数  | 里程  |
| ----- | ----- | ----- | ----- | ------ | ----- | ----- | ----- | ----- |
| 0     | 当日  | —     | 21:33 | 北京   | 07:33 | —     | 次日  | 1228  |
| 1040  | 次日  | 06:22 | 06:26 | 明光   | 22:50 | 22:53 | 当日  | 188   |
| 1228  | 次日  | 08:00 | —     | 扬州   | —     | 21:17 | 当日  | 0     |

| Z29次 | Z29次 | Z29次 | Z29次 | 停靠站 | Z30次 | Z30次 | Z30次 | Z30次 |
| 里程  | 天数  | 到点  | 开点  | 停靠站 | 到点  | 开点  | 天数  | 里程  |
| ----- | ----- | ----- | ----- | ------ | ----- | ----- | ----- | ----- |
| 0     | 当日  | —     | 21:36 | 北京   | 06:36 | —     | 次日  | 1214  |
| 1214  | 次日  | 07:39 | —     | 扬州   | —     | 20:33 | 当日  | 0     |